# Courtney Hope
Courtney Hope (Dallas, 15 de agosto de 1989), é uma atriz americana. Ela é conhecida por interpretar Sally Spectra nas novelas diurnas The Bold and the Beautiful (2017–2020) e The Young and the Restless (2020–presente). Ela é vencedora do Daytime Emmy. Hope também foi indicada ao prêmio BAFTA de Melhor Atriz em Papel Principal, ao prêmio DICE de Melhor Realização de Personagem e ao prêmio Daytime Emmy de Melhor Atriz Coadjuvante em Série Dramática.
Ela também é conhecida por interpretar Beth Wilder e Jesse Faden nos videogames Quantum Break e Control ao longo dos anos.

## Carreira

### The Bold and the Beautiful(2017–2020)
Em janeiro de 2017, Hope se juntou ao drama diurno da CBS The Bold and the Beautiful como Sally Spectra, a sobrinha-neta da personagem original interpretada por Darlene Conley. A estreia do primeiro episódio foi em 31 de janeiro de 2017. A personagem de Hope foi usada para recriar histórias icônicas anteriores entre a Sally Spectra original (Darlene Conley) e Stephanie Forrester (Susan Flannery). As histórias incluíam uma rivalidade pessoal e empresarial com Steffy Forrester (Jacqueline MacInnes Wood), relacionamentos temporários com Liam Spencer (Scott Clifton), Thomas Forrester (Pierson Fodé) e a retomada do negócio da Spectra Fashion, que levou à introdução de novos personagens, como Shirley Spectra ( Patrika Darbo ), avó de Sally e irmã da Sally original. Coco Spectra (Courtney Grosbeck) Irmã de Sally, Saul Feinburg (Alex Wyse) alfaiate da Spectra Fashions e sua assistente Darlita (Danube Hermosillo). As histórias também reintroduziriam CJ Garrison (Mick Cain). Esses personagens, incluindo Hope, acabariam deixando a série em 2018 devido à falta de novas histórias envolvendo a Spectra Fashions. Hope fez sua última aparição em 5 de abril de 2018, mas voltou ao elenco alguns meses depois com uma nova história envolvendo Wyatt Spencer (Darin Brooks), uma nova carreira na Forrester Creations e uma rivalidade com Flo Fluton (Katrina Bowden). Em agosto de 2020, Hope anunciou que havia sido dispensada da série, fazendo sua última aparição em 5 de agosto de 2020.
Em 2021, Hope foi indicada ao prêmio Daytime Emmy de 2021 de Melhor Atriz Coadjuvante em Série Dramática por seu trabalho como Sally Spectra em The Bold and the Beautiful.

#### The Young and the Restless(2020–presente)
Em outubro de 2020, foi anunciado que Hope havia se juntado ao elenco principal de The Young and the Restless, reprisando seu papel como Sally Spectra. Hope fez sua estreia no primeiro episódio em 3 de novembro de 2020. O produtor executivo e roteirista principal Josh Griffith reintroduziu o personagem com novas histórias, incluindo Sally conseguindo um novo emprego na Jabot, brigas recorrentes com Summer Newman (Hunter King) e Phyllis Summers (Michelle Stafford), conspiração com Tara Locke (Elizabeth Leiner) e romances com Jack Abbott (Peter Bergman) e Adam Newman (Mark Grossman). Quando perguntado sobre como tudo isso começou, Hope disse que foi uma "reunião colaborativa definitiva" com Griffith e os escritores, dizendo: "Eles querem ter certeza de que a história é precisa e ter certeza de que o que já aconteceu seja trazido para o roteiro quando for necessário para garantir que haja consistência. Eu definitivamente quero honrar onde eles levam Sally."
Em 2024, Hope foi indicada ao Daytime Emmy Awards como Melhor Atriz Coadjuvante em Série Dramática por seu trabalho como Sally Spectra em The Young and the Restless.

## Vida pessoal
Em 2016, Hope começou a namorar o astro de General Hospital, Chad Duell. A dupla ficou noiva no Dia dos Namorados de 2021. Eles se casaram em 23 de outubro de 2021. Em 14 de dezembro de 2021, foi anunciado que o casal havia se separado. Em janeiro de 2022, Duell revelou que nem ele nem Hope haviam "assinado nada" e afirmou que não eram "casados nem nada".
Além de atuar, Hope também é instrutora de fitness.

## Filmografia

### Filme
| Ano  | Título                            | Papel                            | Notas         |
| ---- | --------------------------------- | -------------------------------- | ------------- |
| 2005 | Hamlet de Dogg, Macbeth de Cahoot | Patrono do Teatro                |               |
| 2007 | Mad Bad                           | Adolescente no restaurante #2    | Não creditado |
| 2010 | Mob Rules                         | Alex                             |               |
| 2010 | Prowl                             | Amber                            |               |
| 2010 | Tic                               | Alex                             |               |
| 2012 | Revan                             | Genesis                          |               |
| 2013 | Someone Picked the Wrong Girl     | Garota Glock                     |               |
| 2014 | Swealter                          | Halle                            |               |
| 2016 | The Divergent Series: Allegiant   | Julgamento Dissidente sem Facção |               |
| 2016 | Displacement                      | Cassie Sinclair                  |               |
| 2017 | A Friend's Obsession              | Brooke                           |               |
| 2018 | Gimme Shelter                     | Jett                             |               |

### Televisão
| Ano           | Titulo                     | Papel                                   | Notas                                                                                        |
| ------------- | -------------------------- | --------------------------------------- | -------------------------------------------------------------------------------------------- |
| 2000          | Walker, Texas Ranger       | Patient Molly                           | temporada 8, episódio 19: "Solder of Hate"                                                   |
| 2005          | Joan of Arcadia            | Chelsea                                 | temporada 2, episódio 20: "Spring Cleaning"                                                  |
| 2005          | Related                    | Anne                                    | temporada 1, episódio 7: "Francesca"                                                         |
| 2005          | Mrs. Harris                | Maderia Student (não creditado)         | Filme de TV                                                                                  |
| 2007          | Out of Jimmy's Head        | Angry Teen Girl                         | temporada 1, episódio 3: "Sleepover"                                                         |
| 2007          | Grey's Anatomy             | Ariana                                  | temporada 4, episódio 8: "Forever Young"                                                     |
| 2007          | Born in the USA            | Amy Brenson                             | Filme de TV                                                                                  |
| 2008          | CSI: Miami                 | Cathy Meyers                            | temporada 7, episódio 9: "Power Trip"                                                        |
| 2011          | Criminal Minds             | Lacey Campbell                          | temporada 7, episódio 6: "Epilogue"                                                          |
| 2012          | NCIS: Los Angeles          | Mary Clark                              | temporada 4, episódio 2: "Recruit"                                                           |
| 2014          | Motivate Me                | Clara                                   | temporada 1, episódio 1: "Whole Lotta Love" temporada 1, episódio 2: "Whole Lotta More Love" |
| 2015          | NCIS                       | Suboficial de segunda classe Judy Sloan | temporada 12, episódio 15: "Cabin Fever"                                                     |
| 2015          | Bones                      | Elizabeth Collins                       | temporada 10, episódio 21: "The Life in the Light"                                           |
| 2016          | Transparent                | Una                                     | temporada 3, episódio 4: "Just the Facts" temporada 3, episódio 2: "When the Battle is Over" |
| 2017–2020     | The Bold and the Beautiful | Sally Spectra                           | Papel principal                                                                              |
| 2019          | A Merry Christmas Match    | Victoria                                | Filme de TV                                                                                  |
| 2020–presente | The Young and the Restless | Sally Spectra                           | Papel principal                                                                              |

### Jogos de vídeo
| Ano  | Título                      | Papel       | Notas                                           |
| ---- | --------------------------- | ----------- | ----------------------------------------------- |
| 2016 | Quantum Break               | Beth Wilder | Também captura de semelhança e movimento        |
| 2016 | Star Wars: The Old Republic | Lorde Sith  | Quarta expansão - Knights of the Eternal Throne |
| 2019 | Control                     | Jesse Faden | Também captura de semelhança e movimento        |
| 2023 | Alan Wake 2                 | Jesse Faden | Também captura de semelhança e movimento        |

## Prêmios e indicações
| Ano  | Prêmio                       | Categoria                                   | Trabalhar                  | Resultado | Ref.   |
| ---- | ---------------------------- | ------------------------------------------- | -------------------------- | --------- | ------ |
| 2019 | The Game Awards              | Melhor desempenho                           | Control                    | Indicado  |        |
| 2019 | British Academy Games Awards | Ator em papel principal                     | Control                    | Indicado  |        |
| 2021 | Daytime Emmy Awards          | Melhor Atriz Coadjuvante em Série Dramática | The Bold and the Beautiful | Indicado  |        |
| 2024 | Daytime Emmy Awards          | Melhor Atriz Coadjuvante em Série Dramática | The Young and the Restless | Venceu    | [ 14 ] |